# Sanhua
Sanhua Holding Group Co., Ltd. (三花控股集团有限公司) é um fabricante mundial de partes de controlo à indústria do aquecimento, ar condicionado e refrigeração (HVAC).

## Introdução
É um dos exportadores e fabricantes de peças de controlo e partes para ar condicionado na China. É um dos maiores fabricantes mundiais de válvulas de retenção. Conta entre os seus clientes a Haier e outros fabricantes.

## História
- Sanhua foi fundada em 1984, em Zhejiang, como fabricante de partes de refrigeração. Nos dez anos seguintes, a empresa acrescentou ao seu catálogo várias válvulas para ar condicionado, como válvulas solenóides.

- Em 2004, foi adicionado um departamento de investigação e desenvolvimento que opera na Universidade de Zhejiang.

- Depois de 2009, a Sanhua adquire a Ranco Valve division (Invensys), Aweco (eletrodomésticos), e R-Squared Puckett Inc., do âmbito dos permutadores de calor de microcanal.

- Durante 2007, a empresa começou a ser cotada em bolsa, no Shenzhen Stock Exchange, sob o registo (002050:Shenzhen).